# Fransk-madagaskiska krigen
De Fransk-madagaskiska krigen var två franska krig och militära interventioner mellan Frankrike och 
kungariket Madagaskar mellan 1883 och 1895.  De bestod av Första Madagaskarexpeditionen 1883-1885 och Andra Madagaskarexpeditionen 1894-1895, som båda kallades för Fransk-madagaskiska kriget eller Franska Hova-kriget. Krigen ledde till att Madagaskar först blev ett franskt protektorat och sedan en fransk koloni, och var en del av de franska kolonialkrigen. 

## Första Madagaskarexpeditionen
Första Madagaskarexpeditionen utlöstes 1883 då Frankrike ville motverka Storbritanniens inflytande över ön och stärka sitt eget. Den militära interventionen slutade med ett avtal där drottning Ranavalona III medgav att Frankrike placerade en representant på ön. Enligt Frankrike innebar detta att ön blev ett franskt protektorat. 

## Andra Madagaskarexpeditionen
Andra Madagaskarexpeditionen utlöstes av tvister kring tolkningen av 1885 års avtal. Madagaskar förnekade att avtalet innebar att Madagaskar hade blivit ett franskt protektorat. Kriget slutade med avsättningen av Ranavalona III, avskaffandet av kungariket Madagaskar, en fransk ockupation av ön och att Madagaskar blev en fransk koloni. 

## Bildgalleri

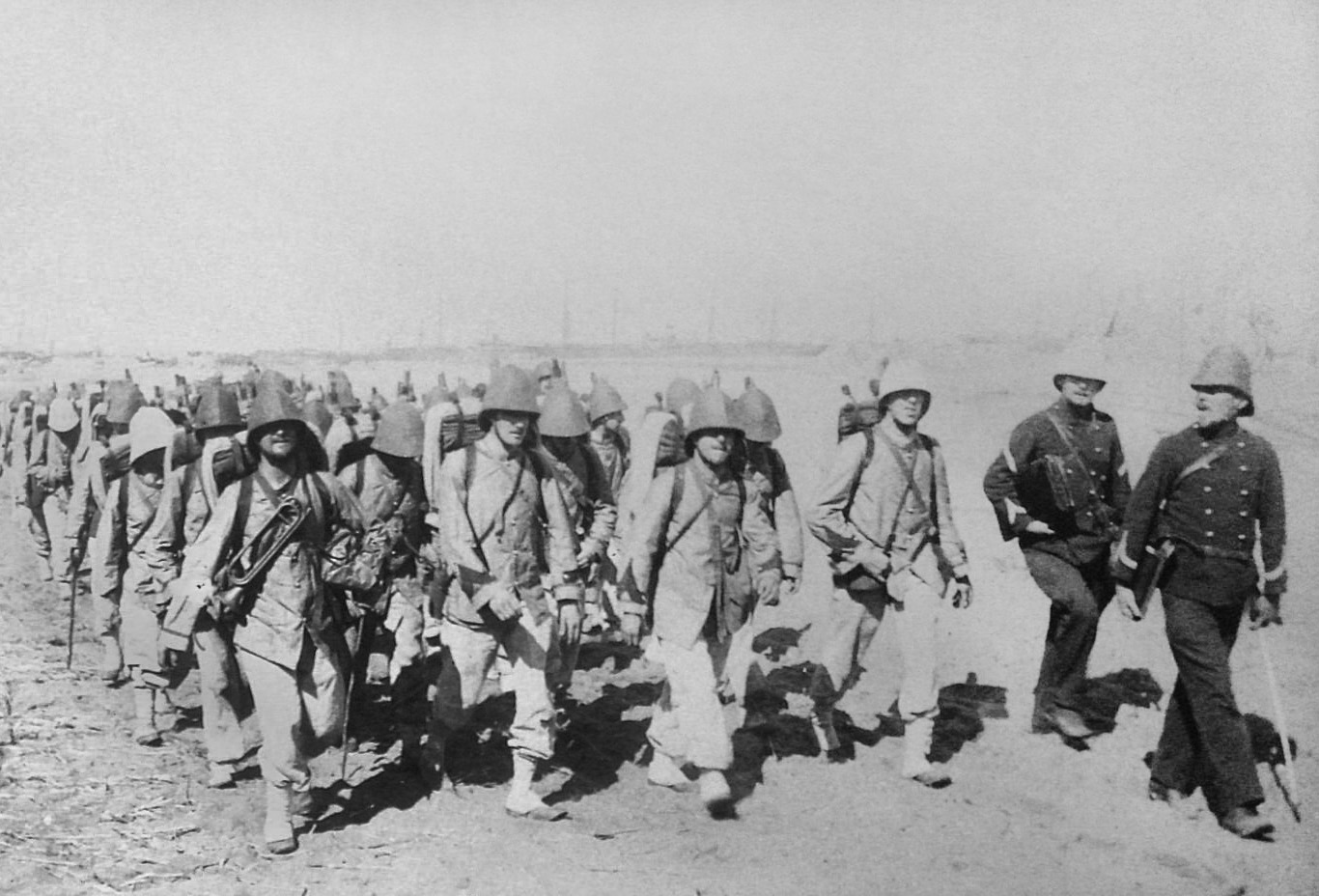
Franska trupper.
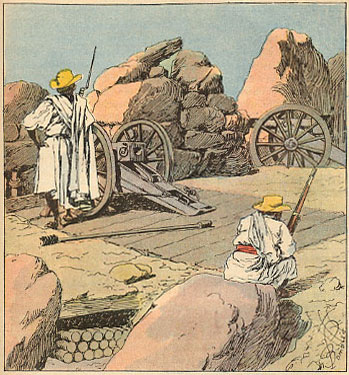
Merinasoldater.